# Chevalia hirsuta
Chevalia hirsuta is een vlokreeftensoort uit de familie van de Chevaliidae. De wetenschappelijke naam van de soort is voor het eerst geldig gepubliceerd in 1999 door Eric A. Lazo-Wasem.
De soort werd verzameld in de Seychellen tijdens de Yale Seychelles Expedition in 1957.